# Los jugadores de kolf
Los jugadores de kolf es un óleo sobre tabla de 1658 del pintor holandés Pieter de Hooch, un magnífico ejemplo de pintura de la Edad de Oro holandesa y parte de la colección de Polesden Lacey. Es una "vista a través" por las que es reconocido el autor, donde aparecen escenas domésticas vívidamente recreadas con una superposición de espacios interiores y exteriores con perfecta perspectiva e iluminación. En este caso una fresca luz invernal, con una niña irrumpiendo en casa desde afuera donde juega con su hermano mayor en el patio trasero. Detrás de la puerta, la pared muestra un zócalo de azulejos vidriados precisamente con escenas de niños jugando.
Esta pintura de Hooch fue documentada por Hofstede de Groot en 1910, que escribió: "305. El Juego de Kolf. En un zaguán pavimentado con baldosas rojas una niña pequeña que lleva un palo de kolf se para con la otra mano en el pestillo de la puerta abierta. Mira a un niño que está jugando al kolf en el patio. En la distancia hay un pueblo. Tabla, 25 pulgadas por 18 pulgadas. Anteriormente en la colección del conde von Fries, Viena. 
Ventas: 
- Heris de Bruselas, en París, 19 de junio de 1846, Núm. 27.
- Pierard de Valenciennes, en París, 21 de marzo de 1860, Núm. 29.
- Señor H. H. Campbell, en Londres, 1867 (comprado por 63 libras)."[1]

Esta figura parece haber sido preferida por el pintor, ya que hay varias obras más con la niña en la puerta:

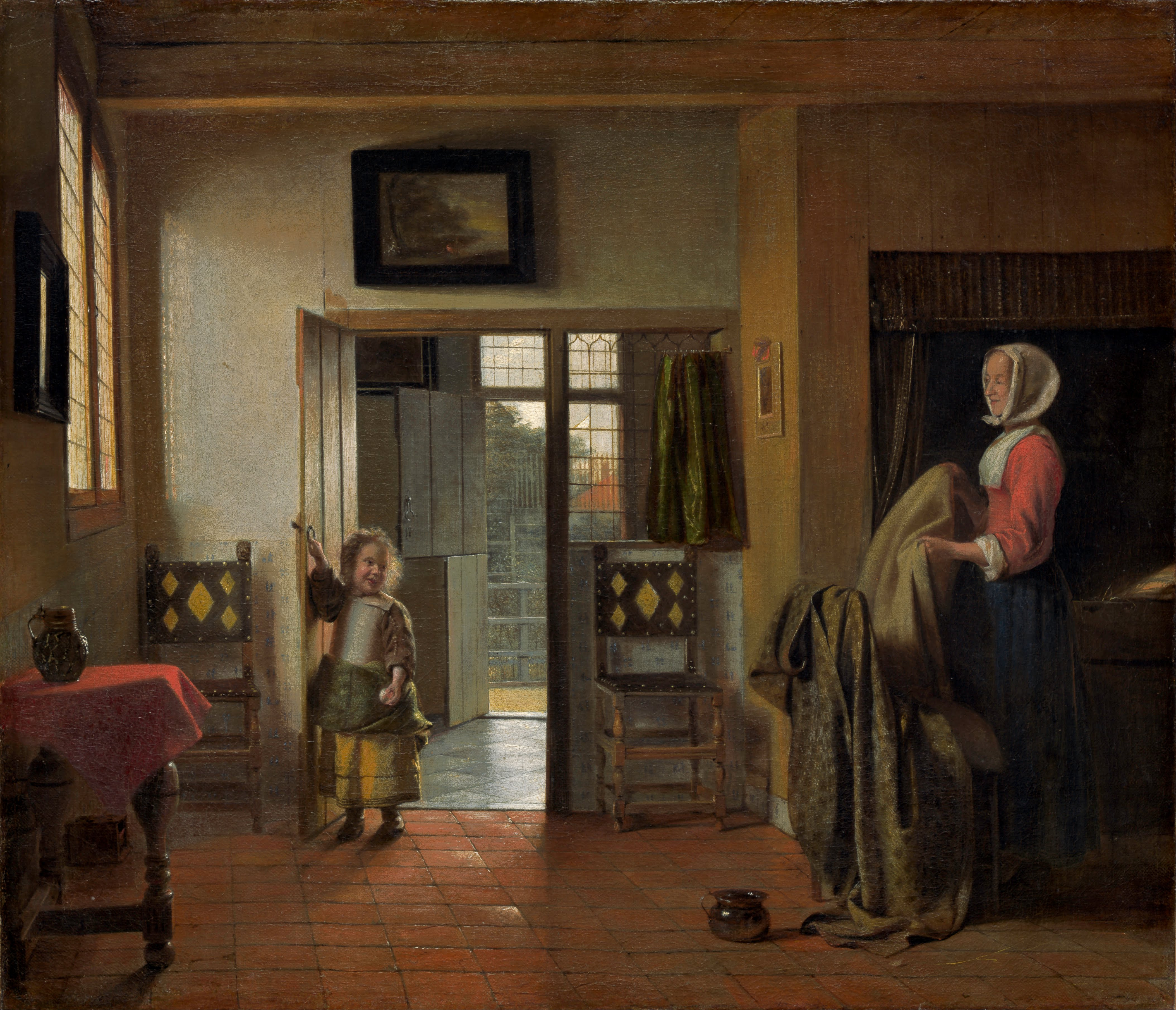
''El dormitorio'' (colección Widener)
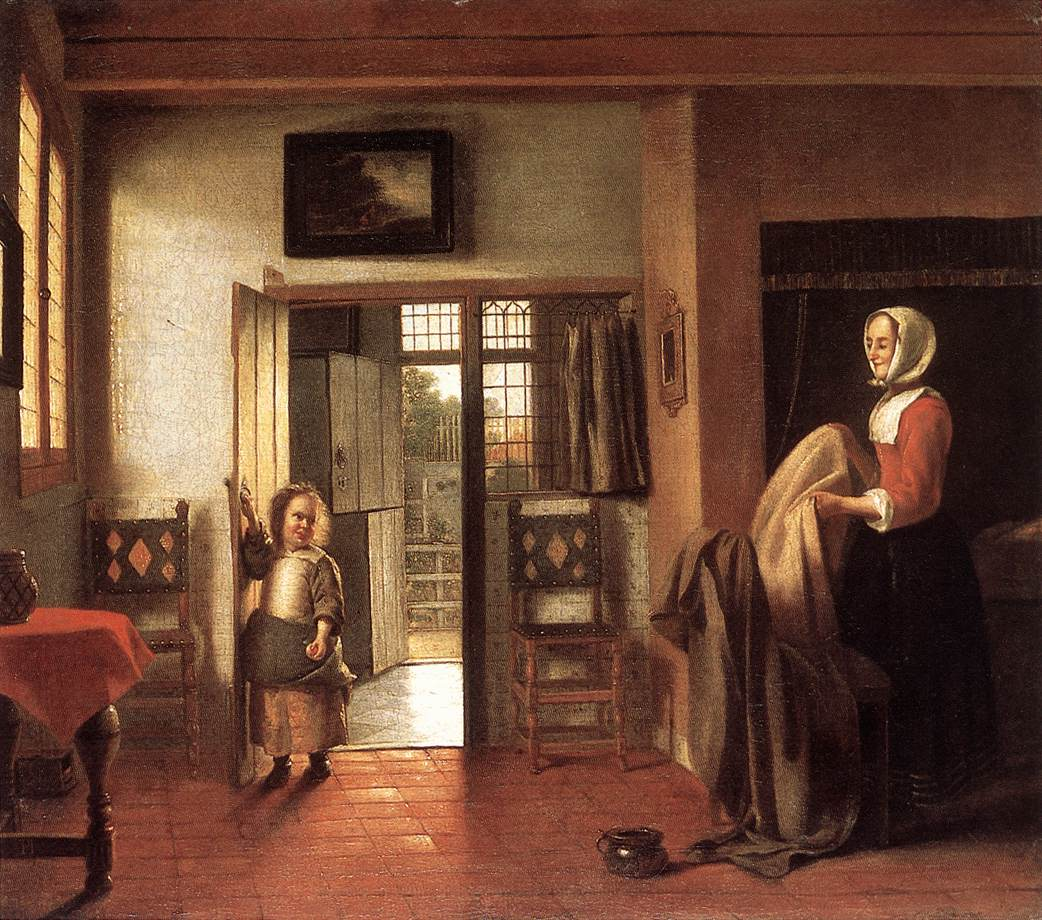
''El dormitorio'' (Karlsruhe).
El deber de una madre.